# Serge Roques
Serge Roques est un médecin et homme politique français, né le 11 juin 1947 à Albi (Tarn).

## Biographie
Le docteur Serge Roques est élu député le 16 juin 2002, pour la XIIe législature (2002-2007), dans la deuxième circonscription de l'Aveyron. Il fait partie du groupe UMP. Élu premier magistrat de la commune de Villefranche de Rouergue pendant plus de 19 ans (2001-2020). Il est conseiller général du canton de Villefranche-du-Rouergue de 1992 à 1998.

## Mandats
- 20/03/1989 - 18/06/1995 : membre du conseil municipal de Villefranche-de-Rouergue (Aveyron)
- 30/03/1992 - 22/03/1998 : membre du Conseil général de l'Aveyron
- 02/04/1993 - 21/04/1997 : député
- 2009 - 2015 : Membre du conseil régional de Midi-Pyrénées
- 2001 - 2020 : Maire de Villefranche-de-Rouergue, Aveyron
- 2017 - 2020 : Président de la communauté de communes du Grand Villefranchois